# Matthias Seefelder
Matthias Seefelder (* 28. Februar 1920 in Boos/Bezirksamt Memmingen; † 30. Oktober 2001 in Heidelberg) war ein deutscher Industriemanager und von 1974 bis 1983 Vorstandsvorsitzender der BASF AG.

## Leben
Der Sohn eines Forstwarts diente nach dem Abitur als Soldat im Zweiten Weltkrieg und geriet in jugoslawische Kriegsgefangenschaft. Nach der Rückkehr studierte er Chemie, Physik und Physiologie in München und promovierte 1951 zum Dr. rer. nat. Danach begann er als Chemiker im BASF-Hauptlabor und erwarb im Laufe seiner Karriere 133 Patente vor allem in der Acetylenchemie sowie für Farbstoffe und pharmazeutische Wirkstoffe. 1962 bis 1967 leitete er das Farbenforschungslabor, wurde anschließend zum Direktor der Sparte Farben berufen, 1971 zum stellvertretenden Vorstandsmitglied und 1973 zum ordentlichen Vorstandsmitglied ernannt. 1974 wurde er als Nachfolger von Bernhard Timm Vorstandsvorsitzender der BASF und übernahm damit die Leitung beim größten deutschen Chemiekonzern.
In Seefelders Amtszeit fiel sowohl die Bewältigung der Ölkrisen der 1970er Jahre sowie die Ausrichtung des Konzerns auf die neuen Geschäftsfelder Gentechnik und Biochemie.
1983 schied Seefelder aus dem aktiven Management aus und wechselte an die Spitze des BASF-Aufsichtsrates. Im gleichen Jahr übernahm er auch den Vorsitz im Aufsichtsrat der Gutehoffnungshütte. Nebenher machte er sich einen Namen als Sachbuchautor und hatte diverse Ehrenämter in wissenschaftlichen und kulturellen Gremien inne (Senat der Max-Planck-Gesellschaft, Ehrensenator der Wirtschaftshochschule Mannheim, korrespondierendes Mitglied der Mainzer Akademie der Wissenschaften und der Literatur, Vorsitzender der Deutsch-Französischen Gesellschaft für Wissenschaft und Technologie); seit 1974 war er zudem Honorarprofessor der Universität Heidelberg.

## Werke
- mit Hans-Jürgen Quadbeck-Seeger (Redaktion): Indigo, BASF, Ludwigshafen am Rhein 1982, DNB 831090383; 2., überarbeitete Auflage: Indigo. Kultur, Wissenschaft und Technik, ecomed, Landsberg am Lech 1994, ISBN 3-609-65150-4; englisch: Indigo in culture, science and technology, ISBN 3-609-65160-1.
- Opium. Eine Kulturgeschichte (1987)

## Auszeichnungen
- Bundesverdienstkreuz 1. Klasse (1977)
- Ritter (1979) und Offizier (1997) der französischen Ehrenlegion
- Großes Bundesverdienstkreuz (1980) mit Stern (1983)
- Großkreuz des spanischen Zivil-Verdienstordens (1982)
- Oskar-von-Miller-Medaille in Gold des Deutschen Museums (1986)
- Verdienstorden des Landes Rheinland-Pfalz (1986)
- Prix France-Allemagne Sciences et Cultures (1990)
- Maximilian-Medaille der Stadt Ludwigshafen am Rhein (1995)
- Ehrensenator der TU München, der Universität Mannheim und der Universität Heidelberg